# Шамшікова Єлизавета Олександрівна
Єлизавета Олександрівна Шамшікова (нар.1917, Щокіно, Тульська губернія, Росія — 1941, Тульська область, Росія) — радянський офіцер, учасниця Великої Вітчизняної війни, військовий фельдшер. 27 грудня 1941 року загинула в бою, прикриваючи понад 70 тяжкопоранених радянських бійців. Кавалер ордена Червоного Прапора (посмертно, 1942).

## Біографія
Народилася в 1917 році в місті Щокіно, в 1934 році закінчила дев'ятирічну фабрично-заводську школу № 1 в селі Хлопову Арсеніївського району і десятий клас в Ясній Поляні. Випускниця історичного факультету Московського державного університету (липень 1941 року, дипломна робота про партизанку Вітчизняної війни 1812 року смоленську селянку, старостиху Василісу Кожину). За іншими даними — закінчити не встигла через початок війни. Комсомолка.
З початком війни закінчила прискорені курси медичних сестер і попросилася на фронт. Незабаром стала воєнфельдшером і командиром санітарного взводу 1113-го стрілецького полку 330-ї стрілецької дивізії. 10 грудня 1941 року при звільненні Сталіногорська (нині Новомосковськ Тульської області) була поранена в селі Іван-Озеро.
27 грудня 1941 у селі Бесєдіно (Бельовський район Тульської області) німецькі частини потіснили полк, Лізі було наказано відходити. Але в селі залишалося понад 70 тяжкопоранених бійців. За однією з версій, опублікованих в пресі, Ліза сховала їх в хаті на околиці Бесєдіна і зайняла оборону, використовуючи кулемет. Не кинула своїх навіть тоді, коли солдати противника обклали будинок сіном, облили гасом і підпалили (за іншою версією — була розстріляна разом з іншими пораненими).
За цей подвиг була представлена командуванням полку і дивізії до звання Героя Радянського Союзу (посмертно), проте згідно з рішенням військової ради 10-ї армії була нагороджена орденом Червоного Прапора.
Відповідно до нагородного листа, «тов. Шамшікова Єлизавета Олександрівна в ніч з 6.12. 1941 р. на 7.12. 1941 р. в бою за взяття міста Михайлова особисто в перших рядах стрілецьких рот надала допомогу сімдесяти шести пораненим. У бою 11.12. 1941 р. при взятті села Великий Колодязний поруч з бійцями пішла в атаку. У бою 27.12. 1941 р. на 28.12. 1941 р. за село Бесєдіно будучи поранена залишалася на полі бою з пораненими і надаючи останнім допомогу потрапила в полон. Фашисти її розстріляли і спалили разом з пораненими».
Похована неподалік від села Берегова (Бельовського району Тульської області).

## Нагороди
- орден Червоного Прапора (посмертно 20 березня 1942)

## Сім'я
Батьки Олександр Якович і Єлизавета Петрівна Шамшікови (Шамішкови) працювали вчителями російської мови і літератури. Олександр Якович — в семирічці № 3 і дев'ятирічці № 1, а Єлизавета Петрівна працювала в школах № 7 та № 1 міста Щокіно, кавалер ордена «Трудового Червоного Прапора», Заслужений учитель школи (1948).
Брати і сестри:
- Ірина (нар. 1911) — учитель математики в школі № 2 міста Щокіно.
- Галина (нар. 1914) — кандидат біохімічних наук.
- Олександр (нар. 1919) — в 1937 році закінчив школу № 1, курсант Ленінградського військового училища [ уточнити ] (1937—1939). З 1939 по 1945 брав участь в боях. Жив і працював в Ленінграді.
- Володимир (нар. 1924) — в 1941 році закінчив школу № 1, поступив в Московський авіаційний інститут. Дізнавшись про загибель сестри Лізи, пішов добровольцем на фронт. Командир розрахунку 333-ї стрілецької дивізії червоноармієць В. А. Шамшіков загинув 15 грудня 1942 року під Сталінградом, в хуторі Головський.

## Пам'ять
На честь Лізи Шамшікової названі вулиці в Бельові і Щокіно. У селі Бесєдіно їй встановлено пам'ятник. Документи Є. О. Шамшікової зберігаються в Щокінському краєзнавчому музеї.
Щорічно місце загибелі Лізи в селі Бесєдіно та місце поховання в селі Берегове Бельовського району відвідує пошуковий загін «Пам'ять» школи № 1 міста Бельове. Школярами встановлені фотографії Єлизавети на надгробку і на пам'ятній стелі.

## Документи
- Нагородний лист в електронному банку документів «Подвиг народа» (архивные материалы ЦАМО, ф. 33, оп. 682524, д. 295, л. 299).
- Інформація в електронному банку документів ОБД «Меморіал» (архівні материали ЦАМО, ф. 33, оп. 11459, д. 13).